# Cá sòng chấm
Cá sòng chấm (Danh pháp khoa học: Trachinotus baillonii) là một loài cá biển thuộc họ cá khế Carangidae trong bộ cá vược Perciformes phân bố ở vùng biển Đông châu Phi, Hồng Hải, Ấn Độ Dương, Indonesia, Philippines, Trung Quốc, Nhật Bản, ở Việt Nam cá phân bố ở Vịnh Bắc Bộ, Trung Bộ và Nam Bộ. Tên thường gọi tiếng Anh: Spotted pompano, Swallowtail, Oyster cracker, Swallow tail dart Common dart, Pumpkin fish, Pompano, Palometa. Đây là loài cá có giá trị kinh tế, mùa vụ khai thác quanh năm.

## Đặc điểm
Thân hình cá có dạng bầu dục dài, dẹp bên. Chiều dài thân bằng 2,4 lần chiều cao thân, bằng 3,8 lần chiều dài đầu. Kích cỡ 250-350mm. Toàn thân, phần má, đỉnh đầu phủ vảy tròn, nhỏ, các vảy gần nh chìm dưới lớp da mỏng. Phần lưng màu xanh xám, phần bụng màu trắng. Dọc theo đường bên có ba chấm đen tròn. Đường bên hoàn toàn. Không có vảy lăng.
Vây lưng thứ nhất có một gai cứng mọc ngược ở phía trước và 6 gai ngắn, khoẻ. Vây ngực ngắn, rộng. Vây hậu môn đồng dạng với vây lưng thứ hai. Đầu nhỏ, dẹp bên. Mép sau các xương nắp mang trơn. Mõm tù. Miệng chếch, hai hàm dài bằng nhau. Màng mỡ mắt không phát triển. Răng nhỏ, mọc thành đai trên hai hàm. Mặt trên lỡi và môi có nhiều gai thịt.